# Romina Lanaro
Romina Lanaro (19 de octubre de 1986, Rosario, Santa Fe) es una modelo argentina.

## Carrera
Lanaro fue descubierta a los 14 años. A los 17 se muda a París y luego a Milán, donde trabaja para diseñadores importantes y casas de moda, como Versace, Christian Dior, Gucci, Emanuel Ungaro, Chanel, Armani, etc. Y para distintas revistas tales como Marie Claire, ELLE, Harper's Bazaar UK y Vogue España y Alemania.
Hizo su debut internacional para la colección de Prada Otoño/Invierno 2004, seguido por las colecciones de Lanvin, Chanel, etc. 
Lanaro fue una de las favoritas de John Galliano. Hace su debut para las colecciones Primavera/Verano 2005 de Dior y John Galliano S.A respectivamente. No es hasta 2008 donde hace su último desfile para ambas marcas. Lanaro abre la colección Primavera/Verano 2008 RTW de Christian Dior, y cierra la colección Otoño/Invierno 2005 RTW de John Galliano.

## Vida personal
El sábado 27 de diciembre de 2008, Lanaro se casa con Federico Moyano en La Plata, Argentina. Su hijo, Máximo, nació el 22 de septiembre de 2010.